# 천국의 책방 - 연화
《천국의 책방 - 연화》(天国の本屋)는 2004년에 개봉한 일본 영화이다.

## 한국판 성우진(KBS)
- 문선희 - 쇼코 / 키나코(다케우치 유코)
- 양석정 - 켄타(타마야마 테츠지)
- 오세홍 - 야마키(하라다 요시오)
- 은미 - 유이(카리나)
- 유명숙 - 히야마 유키(키가와 쿄코)
- 이재용 - 타키모토(카가와 테루유키)
- 조진숙 - 카페 주인(와니부치 히루코)
- 김관진 - 니시야마(시오미 산세이)
- 임진응 - 사토시(이라이 히로후미)
- 변현우 - 야마다 / 마루(오오쿠라 코지)
- 유지원 - 유이의 동생